# Felip de Luxemburg
Felip de Luxemburg   (França, 1445 - Le Mans, 2 de juny de 1519) fou un cardenal i bisbe francès, conegut com el cardenal de Le Mans o fins i tot el cardenal de Luxemburg.

## Biografia
Membre de la família reial, era fill del pseudocardenal Teobald de Luxemburg. També era nebot del cardenal Lluís de Luxemburg i besnét del cardenal Pere de Luxemburg. El seu nebot Lluís de Borbó-Vendôme també esdevingué cardenal.
Iniciat de petit a la carrera eclesiàstica, esdevingué prevere a la diòcesi d'Arràs. El 4 de novembre de 1476 esdevingué bisbe de Le Mans, succeint al seu pare, que havia dimitit precisament per afavorir la seva elecció. Al seu torn, va dimitir el 27 de gener de 1507 a favor del seu nebot Francesc de Luxemburg, però la diòcesi se li va tornar a confiar el 5 de setembre de 1509 arran de la mort del seu nebot i va mantenir-la fins a la seva mort.
L'any 1477 envià una petició als canonges del capítol de la catedral de Terracina per obtenir les restes mortals del seu bisbe, el seu pare, i poder traslladar-les a Le Mans i enterrar-les a la catedral local. El 1483 va participar en els Estats Generals celebrats a Tours. A petició del seu cosí, el rei Carles VIII de França, va ser ascendit a cardenalat.
El papa Alexandre VI el va elevar al rang de cardenal al consistori del 21 de gener de 1495 i poc després li el títol cardenalici de Santi Marcellino e Pietro. El 1495 va oficiar a Tours el funeral de Carles-Orland, fill del rei Carles VIII, que va morir quan només tenia tres anys.
El 3 de febrer de 1496 demanà oficialment que se li assignés també la seu de Thérouanne, petició fortament recolzada pel rei. El papa va retardar la seva decisió fins al 12 de novembre de 1498, perquè estava preocupat per l'acumulació d'ingressos de múltiples llocs, i a més a més Antoine de Créqui també aspirava a aquest nomenament. Felip va aconseguir mantenir la seu de Le Mans i va aconseguir prendre possessió de la nova seu en persona el 31 de maig de 1502. Va dimitir com a bisbe de Thérouanne en favor de François de Melun, el seu oncle i padrí, el 26 de novembre de 1516.
El 1498 va ser un dels legats per jutjar la causa d'anul·lació del matrimoni entre el rei Lluís XII i Joana de Valois.